# República Socialista Soviètica d'Estònia
La República Socialista Soviètica d'Estònia (RSS d'Estònia) és el nom que va rebre Estònia quan va formar part de la Unió Soviètica. L'URSS va ocupar el país el 17 de juny de 1940. Posteriorment els alemanys van envair el país fins al 1944, any en què Estònia va tornar a mans de la Unió.
L'RSS d'Estònia era una república constitutiva de l'URSS, no obstant això, la seva economia era més forta que la d'altres repúbliques soviètiques.
La majoria dels països del món no van reconèixer la incorporació d'Estònia a la Unió Soviètica de jure i només van reconèixer la seva administració soviètica de facto. Diversos països van continuar reconeixent els diplomàtics i cònsols estonians que encara funcionaven en nom del seu antic govern. Aquesta política de no reconeixement va donar lloc al principi de continuïtat jurídica, que sostenia que de jure, Estònia continuava sent un estat independent sota ocupació durant el període 1940–1991.
El 16 de novembre de 1988, Estònia es va convertir en el primer dels llavors països controlats pels soviètics a declarar la sobirania estatal des del govern central de Moscou. El 30 de març de 1990, el nou parlament elegit va declarar que la República d'Estònia havia estat ocupada il·legalment des de 1940 i va anunciar formalment un període de transició per a la restauració de la plena independència del país. Posteriorment, el 8 de maig de 1990, el Soviet Suprem va posar fi a l'ús dels símbols soviètics com a símbols estatals juntament amb el nom de República Socialista Soviètica d'Estònia i va adoptar República d'Estònia com a nom oficial de l'estat. El parlament d'Estònia va declarar el restabliment de la total independència el 20 d'agost de 1991. La Unió Soviètica va reconèixer formalment la independència d'Estònia el 6 de setembre de 1991.
Actualment Estònia segueix sent la més rica de les exrepúbliques de l'URSS. També era una de les repúbliques més petites de la Unió i a la vegada més petita que molts dels estats d'Europa. A més de la superfície continental, Estònia té més de 1500 illes.
Aproximadament el 65% de la població era d'ètnia estoniana el 1979, tot i que hi havia una minoria russa prou gran (28%). Altres ètnies estadísticament significatives incloïen ucraïnesos (2,5%), belarussos (± 2%) i finlandesos (±1,5%).
L'RSS d'Estònia va esdevenir la República d'Estònia el 8 de maig de 1990 i va deixar de ser una república soviètica el 20 d'agost de 1991. En aquest mateix any, Estònia va declarar la seva independència.

## Història

### Segona Guerra Mundial

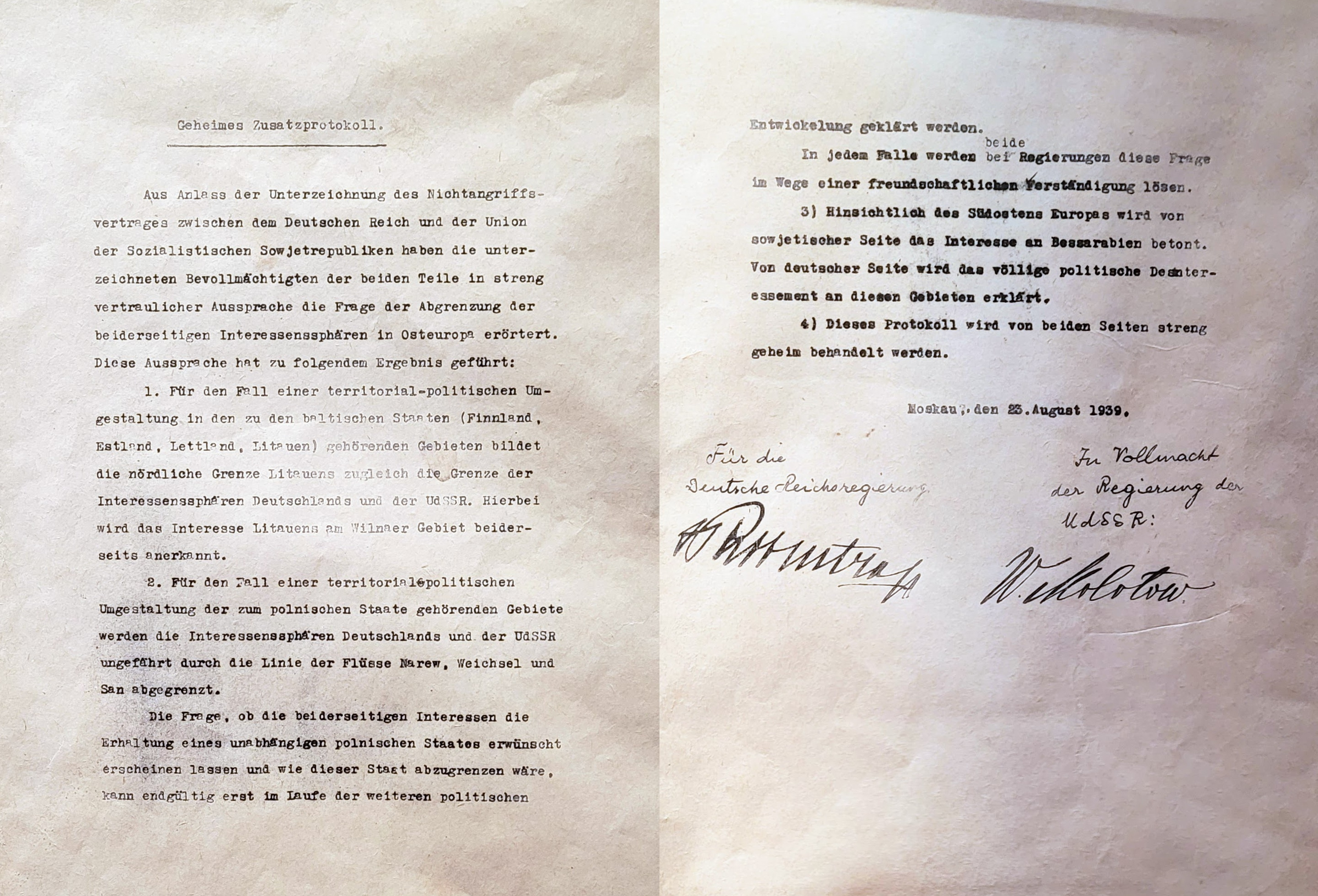
Segons el pacte nazi-soviètic del 23 d'agost de 1939, Finlàndia, Estònia, Letònia i Lituània es van dividir en "esferes d'influència" alemanyes i soviètiques (còpia alemanya)

El Pacte nazi-soviètic que es va signar el 23 d'agost de 1939, una setmana abans de l'esclat de la Segona Guerra Mundial, va assignar en secret Estònia a l'esfera d'influència soviètica. El 24 de setembre de 1939, els vaixells de guerra de l'armada soviètica van bloquejar els principals ports d'Estònia, un país neutral, i els bombarders soviètics van començar a patrullar pels voltants de la seva capital Tallinn. Moscou va exigir que Estònia permetés a l'URSS establir bases militars soviètiques al seu territori i estacionar 25.000 soldats en aquestes bases durant la guerra europea. El govern d'Estònia va cedir a l'ultimàtum, signant el corresponent acord d'assistència mútua el 28 de setembre de 1939.

### Ocupació soviètica d'Estònia

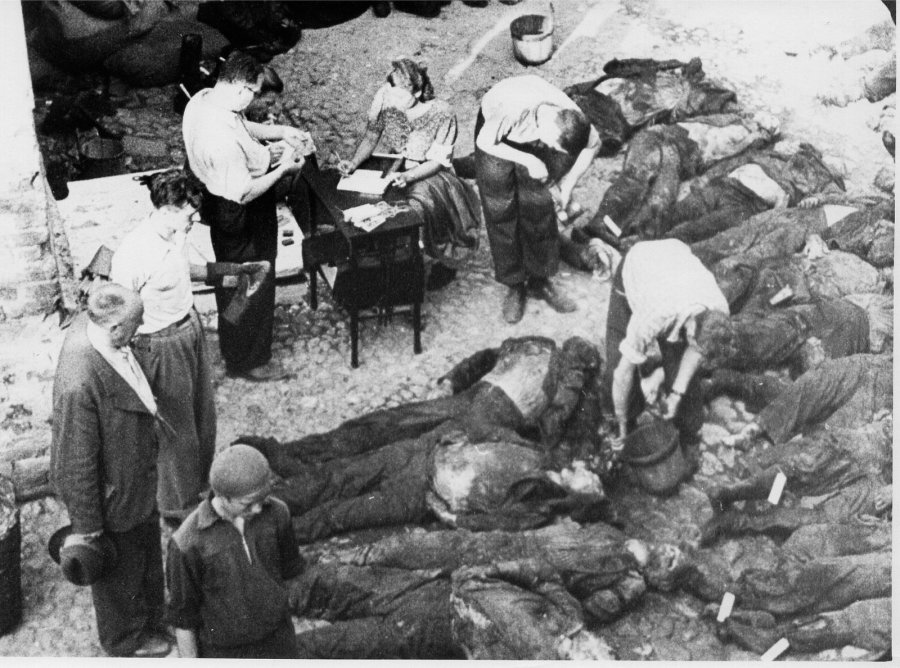
Persones massacrades per l'NKVD soviètic el 8 de juliol de 1941 a Tartu, Estònia

El 12 de juny de 1940 es va donar l'ordre de bloqueig militar total d'Estònia a la flota soviètica del Bàltic. El 14 de juny va entrar en vigor el bloqueig militar soviètic d'Estònia mentre l'atenció del món es va centrar en la caiguda de París a l'Alemanya nazi . Dos bombarders soviètics van abatre un avió de passatgers finlandès Kaleva que volia de Tallinn a Hèlsinki que transportava tres bosses diplomàtiques de les legacions nord-americanes a Tallinn, Riga i Hèlsinki. El 16 de juny, les tropes soviètiques de l'NKVD van assaltar els llocs fronterers a Estònia (juntament amb Lituània i Letònia). El líder soviètic Joseph Stalin va afirmar que s'havien violat els tractats d'assistència mútua de 1939 i va donar ultimàtums de sis hores perquè es formessin nous governs a cada país, incloses les llistes de persones per als càrrecs del gabinet proporcionades pel Kremlin. L'ultimàtum soviètic a Estònia es va emetre el 16 de juny de 1940. El govern estonià va decidir, d'acord amb el Pacte Kellogg-Briand, no respondre als ultimàtums per mitjans militars. Donada l'aclaparadora força soviètica tant a les fronteres com a l'interior del país, es va donar l'ordre de no resistir per evitar el vessament de sang i la guerra oberta.

Bandera de la RSS d'Estònia (1940–1953)

Del 16 al 17 de juny de 1940, l'Exèrcit Roig va emergir de les seves bases militars a Estònia i, amb l'ajuda de 90.000 soldats soviètics addicionals, es va fer càrrec del país, ocupant tot el territori de la República d'Estònia. La majoria de les Forces de Defensa d'Estònia i la Lliga de Defensa d'Estònia es van rendir segons les ordres, i van ser desarmades per l'Exèrcit Roig. Només el Batalló de Senyals Independent Estonià estacionat al carrer Raua de Tallinn va començar la resistència armada. A mesura que les tropes soviètiques van aportar reforços addicionals amb el suport de sis vehicles de combat blindats, la batalla al carrer Raua va durar diverses hores fins a la posta del sol. Hi va haver un mort, uns quants ferits al bàndol estonià i uns 10 morts i més ferits al bàndol soviètic. Finalment la resistència militar es va acabar amb negociacions i el Batalló de Senyals Independent es va rendir i va ser desarmat.
El 18 de juny de 1940, les operacions militars a gran escala per a l'ocupació d'Estònia, Letònia i Lituània estaven acabades. En els dies següents, les tropes soviètiques van organitzar i donar suport a manifestacions estalinistes a Tallinn i altres ciutats més grans. Posteriorment, les administracions estatals van ser liquidades i reemplaçades per quadres soviètics, seguida de la repressió massiva. La revista Time va informar el 24 de juny que Mig milió d'homes i innombrables tancs de l'Exèrcit Roig es van moure per salvaguardar la frontera [de Rússia] contra l'Alemanya embriagada de conquesta, una setmana abans de la caiguda de França. El 21 de juny de 1940 es va completar l'ocupació militar soviètica de la República d'Estònia. Aquell dia, el president Konstantin Päts (deportat a Ufà, a la República Socialista Federativa Soviètica de Rússia el 30 de juliol de 1940 i arrestat unes setmanes més tard) va ser pressionat per afirmar el govern titella de Johannes Vares, nomenat per Andrei Jdànov, després de l'arribada de manifestants acompanyats de tropes de l'Exèrcit Roig amb vehicles blindats de residència del president estonià. La bandera d'Estònia va ser substituïda per una Bandera roja a la torre Pikk Hermann de Tallinn.
Del 14 al 15 de juliol de 1940, les autoritats d'ocupació van celebrar eleccions parlamentàries extraordinàries manipulades, en les quals es van presentar als electors una única llista de candidats pro-estalinistes. Per maximitzar la participació dels votants per legitimar el nou sistema, els documents dels votants van ser segellats a les instal·lacions de votació per a la identificació futura del vot, juntament amb una amenaça publicada al principal diari comunista, Rahva Hääl, que «seria extremadament imprudent evitar les eleccions... Només els enemics de la gent es queden a casa el dia de les eleccions». Cada papereta només portava el nom del candidat assignat pels soviètics, amb l'única manera de registrar l'oposició era ratllar aquest nom a la papereta. Segons els resultats oficials de les eleccions, el bloc comunista Unió del Poble Treballador d'Estònia va obtenir el 92,8% dels vots i el 84,1% de la població va anar a les eleccions. La revista Time va informar que, després de les eleccions, es van crear tribunals per jutjar i castigar els traïdors al poble, que incloïen els opositors a la sovietització i els que no van votar per la incorporació a la Unió Soviètica. Aquestes eleccions es consideren il·legals, ja que la llei electoral modificada —juntament amb centenars d'altres lleis aprovades pel govern de Vares— no havia estat aprovada per la cambra alta del parlament, tal com exigeix la constitució d'Estònia. La cambra alta s'havia dissolt poc després de l'ocupació soviètica i mai es va tornar a reunir.
Un cop finalitzades les eleccions, les autoritats que abans havien negat qualsevol intenció d'establir un règim soviètic van començar a parlar obertament de la sovietització i la incorporació a la Unió Soviètica. El nou elegit  Parlament Popular  es va reunir el 21 de juliol de 1940. El seu únic negoci va ser una petició per unir-se a la Unió Soviètica, que va ser aprovada per unanimitat. La RSS d'Estònia va ser annexada formalment a la Unió Soviètica el 6 d'agost de 1940, convertint-se nominalment en la 16a part constituent (o república sindical ) de l'URSS. Després d'una altra república d'unió, la RSS de Carelo-finlandesa va ser degradada a ASSR o a república d'unió autònoma el 1956, fins que el 1991 les autoritats soviètiques es van referir a la RSS d'Estònia com la 15a (és a dir, l'última de la llista) república constituent.
El 23 de juliol de 1940, el nou règim estalinista va nacionalitzar totes les terres, els bancs i les principals empreses industrials d'Estònia. Els agricultors van rebre petites parcel·les de terra durant les reformes agràries. La majoria de petites empreses van ser nacionalitzades poc després. El govern central soviètic va iniciar la colonització del país ocupat promovent un moviment de població a gran escala cap a Estònia, ja que els immigrants de Rússia i altres parts de l'antiga URSS es van establir a Estònia. Segons uns quants estudiosos occidentals, les relacions entre la Unió Soviètica i la RSS d'Estònia eren les del colonialisme intern.
- les estructures econòmiques anteriors construïdes majoritàriament entre 1920 i 1940 van ser destruïdes a propòsit;
- les noves estructures de producció es van construir només per satisfer els interessos de la potència colonial, assignant prioritats segons una xarxa de cadena de producció totalment sindical;
- els recursos ambientals locals van ser utilitzats en excés;
- les polítiques d'ocupació i migració es van adaptar a l'assimilació de la població autòctona;
- Els antics llaços econòmics d'Estònia es van tallar i l'economia estoniana va quedar aïllada dels mercats no soviètics.

Tots els bancs i comptes estaven essencialment nacionalitzats; molta maquinària industrial va ser desmuntada i traslladada a altres territoris soviètics. Abans de retirar-se el 1941, l'Exèrcit Roig, seguint les polítiques de terra cremada, va cremar la majoria de construccions industrials, destruint centrals elèctriques, vehicles i bestiar. Milions de dòlars en mercaderies suposadament es van traslladar d'Estònia a Rússia durant l'evacuació de 1941.
També hi va haver un excés de mortalitat entre la gent comuna, que s'ha atribuït a la desnutrició.

#### Reacció internacional
Immediatament després de l'ocupació estoniana del juny de 1940 per la Unió Soviètica i la incorporació com a resultat d'un cop d'estat comunista recolzat pels soviètics, les úniques potències estrangeres que van reconèixer l'annexió soviètica van ser l'Alemanya nazi i Suècia.
El transport marítim es va nacionalitzar. Els vaixells van rebre l'ordre de dirigir-se cap a un port soviètic. August Torma, l'enviat nomenat per l'anterior govern estonià, va buscar protecció per als 20 vaixells estonians als ports britànics. No va aconseguir protecció, per la qual cosa la majoria va anar a la Unió Soviètica.
L'experiència irlandesa va ser diferent. Hi va haver una baralla entre Peter Kolts, que va aixecar la falç i el martell i el capità Joseph Juriska que el volia treure. Es va cridar la Garda Síochána. L'endemà, el jutge Michael Lennon va condemnar Kolts a una setmana de presó. Després d'aquest veredicte i sentència, els vaixells dels ports irlandesos opten per romandre-hi. La Unió Soviètica va tractar sense èxit la qüestió de la propietat a través dels tribunals irlandesos i va fer una protesta més contundent al govern irlandès. Hi havia tres vaixells estonians als ports irlandesos, més dos de Letònia i un lituà. Això va tenir un efecte significatiu en la capacitat d'Irlanda de continuar negociant durant la guerra, a causa de la petita mida de la seva pròpia marina mercant.
Els Estats Units, el Regne Unit i diversos altres països van considerar il·legal l'annexió d'Estònia per l'URSS seguint la Doctrina Stimson, una postura que va convertir la doctrina en un precedent establert del dret internacional. Encara que els EUA, el Regne Unit i els altres aliats de la Segona Guerra Mundial van reconèixer de facto l'ocupació dels estats bàltics per part de l'URSS a la Conferència de Ialta el 1945, van mantenir relacions diplomàtiques amb els representants exiliats de la República independent d'Estònia, i mai van reconèixer formalment l'annexió d'Estònia de jure.
El govern de Rússia i els seus funcionaris mantenen que l'annexió soviètica d'Estònia el 1940 era legítima.

#### Historiografia soviètica
Fonts soviètiques anteriors a la Perestroika que reflectien la historiografia soviètica van descriure els esdeveniments de 1939 i 1940 de la següent manera: en una antiga província de l'Imperi Rus, la província d'Estònia (rus: Эстляндская губерния), el poder soviètic es va establir a finals d'octubre de 1917. La República Soviètica d'Estònia es va proclamar a Narva el 29 de novembre de 1918, però va caure en mans dels contrarevolucionaris i dels Exèrcits Blancs el 1919. El juny de 1940 el poder soviètic va ser restaurat a Estònia quan els treballadors van enderrocar la dictadura feixista al país.

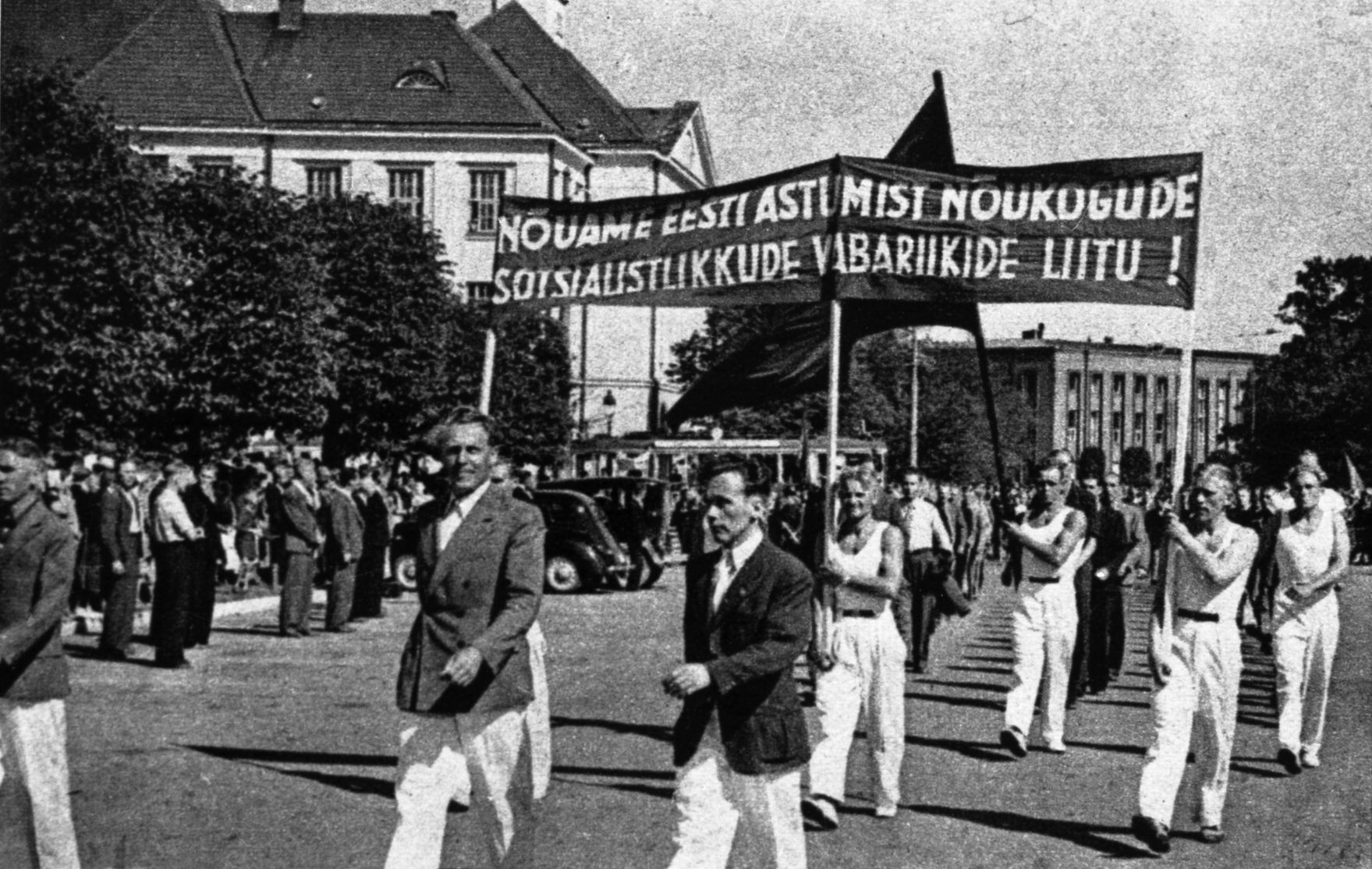
Manifestació organitzada pels soviètics a Tallinn, juliol de 1940

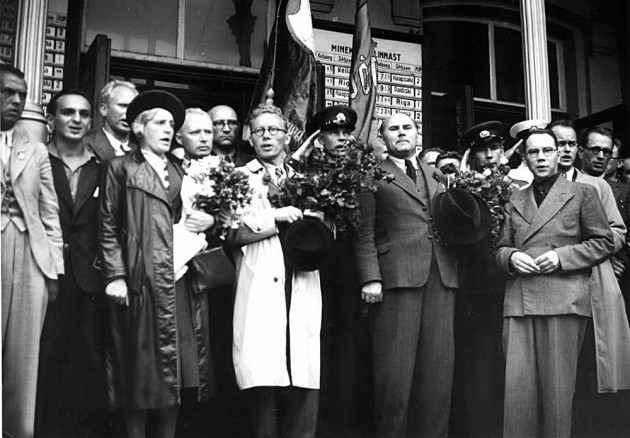
Johannes Vares, Karl Säre i altres líders de la RSS d'Estònia, agost de 1940

Segons fonts soviètiques, la pressió dels treballadors d'Estònia va obligar el seu govern a acceptar la proposta de 1939 d'un tractat d'assistència mútua de la Unió Soviètica. El 28 de setembre de 1939 es va signar el Pacte d'Assistència Mútua que va permetre a l'URSS estacionar un nombre limitat d'unitats de l'exèrcit soviètic a Estònia. Les dificultats econòmiques, la insatisfacció amb les polítiques del govern estonià sabotejant el compliment del Pacte i el govern d'Estònia, i l'orientació política cap a l'Alemanya nazi van provocar una situació revolucionària el juny de 1940. Una nota del govern soviètic al govern estonià va suggerir que s'adheriren estrictament al Pacte d'Assistència Mútua. Per garantir el compliment del Pacte, unitats militars addicionals van entrar a Estònia, acollides pels treballadors estonians que van demanar la dimissió del govern estonià. El 21 de juny sota el lideratge del Partit Comunista Estonià es van celebrar manifestacions polítiques dels treballadors a Tallinn, Tartu, Narva i altres ciutats. El mateix dia es va enderrocar el govern feixista i es va formar el govern popular dirigit per Johannes Vares. Del 14 al 15 de juliol de 1940 es van celebrar eleccions per al Parlament d'Estònia, l'Assemblea estatal (Riigikogu). La Unió del Poble Treballador, creada per una iniciativa del Partit Comunista Estonià, va rebre amb un 84,1% de participació el 92,8% dels vots.  El 21 de juliol de 1940 l'Assemblea estatal va adoptar la declaració de restauració del poder soviètic a Estònia i va proclamar la República Socialista Soviètica d'Estònia. El 22 de juliol es va ratificar la declaració del desig d'Estònia d'unir-se a l'URSS i es va demanar al Soviet Suprem de la Unió Soviètica en conseqüència. La petició va ser aprovada pel Soviet Suprem de l'URSS el 6 d'agost de 1940. El 23 de juliol, l'Assemblea de l'Estat va proclamar que totes les terres eren propietat del poble mentre es nacionalitzaven els bancs i la indústria pesant. El 25 d'agost, l'Assemblea de l'Estat va adoptar la Constitució de la RSS d'Estònia, es va rebatejar com a Soviet Suprem de la RSS d'Estònia i va aprovar el Consell de Comissaris del Poble de la RSS d'Estònia.

### Ocupació nazi
Després que l'Alemanya nazi envaís la Unió Soviètica el 22 de juny de 1941, la Wehrmacht va arribar a Estònia el juliol de 1941. Els alemanys eren percebuts per molts estonians com alliberadors de l'URSS i del comunisme en general. Milers d'homes estonians van lluitar directament al costat de l'exèrcit alemany durant la guerra. Un grup guerriller anticomunista anomenat Germans del bosc també va assistir a la Wehrmacht. Estònia es va incorporar a la província alemanya d'Ostland.

### Reconquesta soviètica
La Unió Soviètica va recuperar Estònia el 1944, ocupant-la després gairebé mig segle més. Això va començar quan l'Exèrcit Roig va tornar a ocupar l'Íngria estoniana, Narva i la parròquia oriental de Vaivara a la batalla de Narva, el sud-est d'Estònia a l'ofensiva de Tartu i la resta del país a l'ofensiva del Bàltic. Davant que el país tornava a ser ocupat per l'exèrcit soviètic, 80.000 persones van fugir d'Estònia per mar a Finlàndia i Suècia el 1944. 25.000 estonians van arribar a Suècia i 42.000 més a Alemanya. Durant la guerra uns 8.000 suecs estonians i els seus familiars havien emigrat a Suècia. Després de la retirada dels alemanys, uns 30.000 partisans van romandre amagats als boscos d'Estònia, fent una guerra de guerrilles fins a principis dels anys cinquanta.
Després de la reocupació, es va tornar a imposar la política de nacionalització soviètica de 1940, així com la col·lectivització de les granges. Més de 900.000 hectàrees van ser expropiades en els pocs anys posteriors a la reocupació, mentre que gran part d'aquestes terres es van cedir a nous colons de Rússia o d'altres llocs de la Unió Soviètica. La col·lectivització ràpida va començar el 1946, seguida el 1947 d'una repressió contra els agricultors kulaks. La repressió dels kulaks va començar com una fiscalitat opressiva, però finalment va conduir a deportacions massives. Els que es resistien a la col·lectivització van ser assassinats o deportats. Més del 95% de les granges es van col·lectivitzar el 1951.

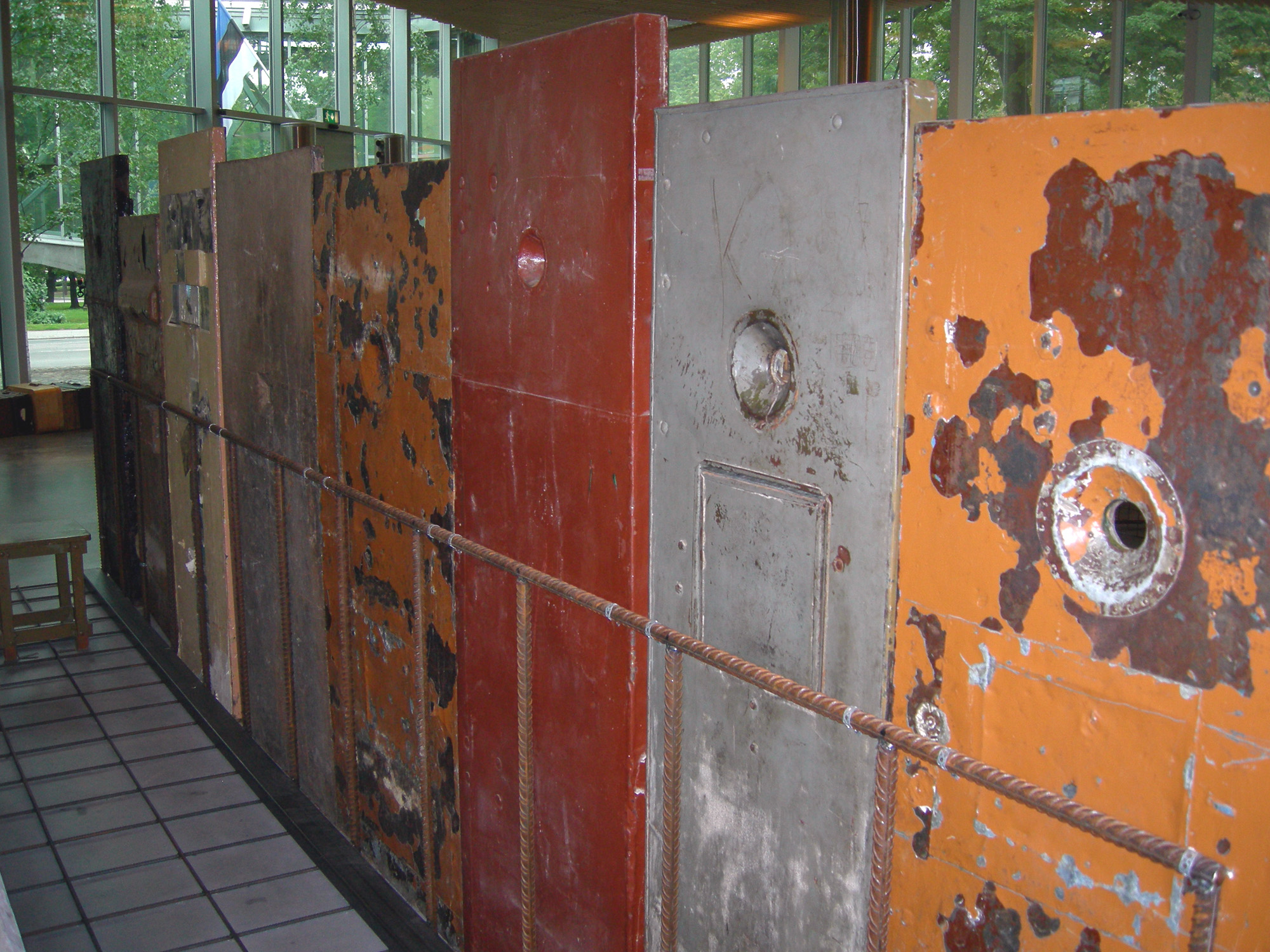
Portes de la presó soviètica exposades al Museu de les Ocupacions, Tallinn, Estònia

La deportació massiva del 1949 d'unes 21.000 persones va trencar el moviment. 6.600 partisans es van lliurar el novembre de 1949. Més tard, el fracàs de l'aixecament hongarès va trencar la moral de 700 homes que encara quedaven. Segons dades soviètiques, fins al 1953 20.351 partisans van ser derrotats. D'aquests, 1.510 van morir. Durant aquest període, 1.728 membres de l'Exèrcit Roig, NKVD i la policia d'Estònia van ser assassinats pels germans del bosc. August Sabbe, l'últim germà supervivent a Estònia, es va suïcidar quan el KGB el va localitzar i va intentar arrestar-lo el 1978. Es va ofegar en un llac, quan l'agent del KGB, disfressat de pescador, l'anava darrere.
Durant la primera dècada de la postguerra del domini soviètic, Estònia va ser governada per Moscou a través de funcionaris d'ètnia estoniana nascuts a Rússia. Nascuts en famílies d'estonians nadius a Rússia, aquests últims s'havien educat a la Unió Soviètica durant l'època de Stalin. Molts d'ells havien lluitat a l'Exèrcit Roig (al Cos de Fusellers d'Estònia), pocs dominaven la llengua estoniana. Per aquesta raó se'ls coneixia amb un terme despectiu iestonians, en al·lusió al seu accent rus.
Tot i que els Estats Units i el Regne Unit, els principals aliats de l'URSS contra l'Alemanya nazi durant les darreres etapes de la Segona Guerra Mundial, van reconèixer implícitament (de facto) l'ocupació d'Estònia per part de l'URSS a la Conferència de Ialta el 1945, ambdós governs i la majoria de les altres democràcies occidentals no la van reconèixer de jure segons la declaració de Sumner Welles de juliol de 1943. Alguns d'aquests països reconeixien diplomàtics estonians que encara funcionaven a molts països en nom dels seus antics governs. Aquests cònsols van persistir en aquesta situació anòmala fins a la restauració definitiva de la independència d'Estònia el 1991.
Es va tenir especial cura de canviar l'estructura ètnica de la població, especialment al comtat d'Ida-Viru. Per exemple, es va adoptar una política de prioritzar els immigrants abans de retornar els refugiats de guerra en l'assignació d'habitatges.

#### Destrucció de cementiris i monuments commemoratius de guerra
Es van desmantellar els cementiris i monuments d'Estònia del període 1918-1944. Entre d'altres, al cementiri militar de Tallinn, la majoria de làpides de 1918 a 1944 van ser destruïdes per les autoritats soviètiques. Aquest cementiri va ser reutilitzat per l'Exèrcit Roig després de la Segona Guerra Mundial.
Altres cementiris destruïts per les autoritats durant l'època soviètica a Estònia inclouen els cementiris alemanys del Bàltic, el cementiri de Kopli (establert el 1774), el cementiri de Mõigu i el cementiri més antic de Tallinn, el de Kalamaja (del segle XVI). Després de la reocupació d'Estònia el 1944, va continuar el desmantellament dels monuments de la República d'Estònia, que havien sobreviscut o havien estat restaurats durant l'ocupació alemanya. El 15 d'abril de 1945, a Pärnu, un monument d'Amandus Adamson, erigit a 87 persones que havien caigut a la Guerra d'Independència d'Estònia, va ser enderrocat. El desmantellament dels monuments commemoratius de guerra va continuar durant diversos anys i va tenir lloc  a tots els districtes del país. A l'Arxiu de l'Estat d'Estònia s'ha conservat un fitxer complet sobre els monuments de la Guerra d'Independència d'Estònia, compilat pel Departament Militar del Comitè Central de la CE(b)P l'abril de 1945. Els monuments estan llistats per comarques en aquest fitxer i s'especifica la quantitat d'explosiu i una avaluació sobre el transport que es necessitava. Un extracte sobre Võrumaa diu:
| « | Per fer les obres d'enderroc s'han de mobilitzar 15 militants del Partit i 275 persones del Batalló de Destrucció. Es necessiten 15 treballadors per a l'execució de cada demolició i 10 persones per a la protecció.... Per fer les obres d'enderroc, es necessiten 225 kg de TNT, 150 metres de corda/fusible i 100 imprimacions, ja que no hi ha material de demolició al lloc. Per endur-se les ruïnes es necessiten 11 camions, que estan disponibles però que no tenen gasolina. | » |

### Règim poststalinista

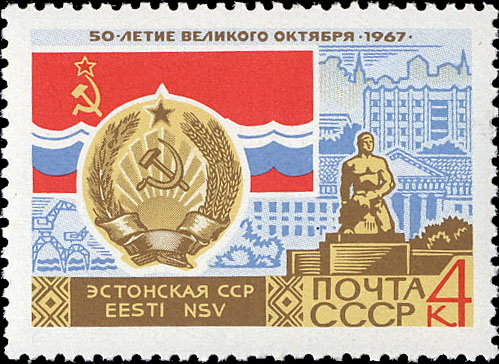
Segell soviètic de 1967

Després de la mort de Stalin, els membres del Partit van ampliar enormement la seva base social per incloure més ètnies estonianes. A mitjans de la dècada de 1960, el percentatge de membres ètnics d'Estònia es va estabilitzar prop del 50%. Un aspecte positiu de l'era posterior a Stalin a Estònia va ser la tornada a concedir el permís a finals dels anys cinquanta per als ciutadans per establir contacte amb països estrangers. Es van reactivar els llaços amb Finlàndia i el 1965 es va obrir un servei de ferri entre Tallinn i Hèlsinki. El president de Finlàndia, Urho Kekkonen, havia visitat Tallinn l'any anterior i la línia de ferri està àmpliament atribuïda a Kekkonen. Alguns estonians van començar a veure la televisió finlandesa mentre la torre de televisió de Hèlsinki emetia des de només 80 quilometres (50 mi) i el senyal era prou fort a Tallinn i en altres llocs de la costa nord d'Estònia. Aquesta finestra a Occident electrònica va oferir als estonians més informació sobre temes d'actualitat i més accés a la cultura i el pensament occidentals que qualsevol altre grup de la Unió Soviètica. Aquest entorn mediàtic una mica més obert va ser important per preparar els estonians per al seu paper d'avantguarda en l'extensió de la perestroika durant l'era de Gorbatxov.

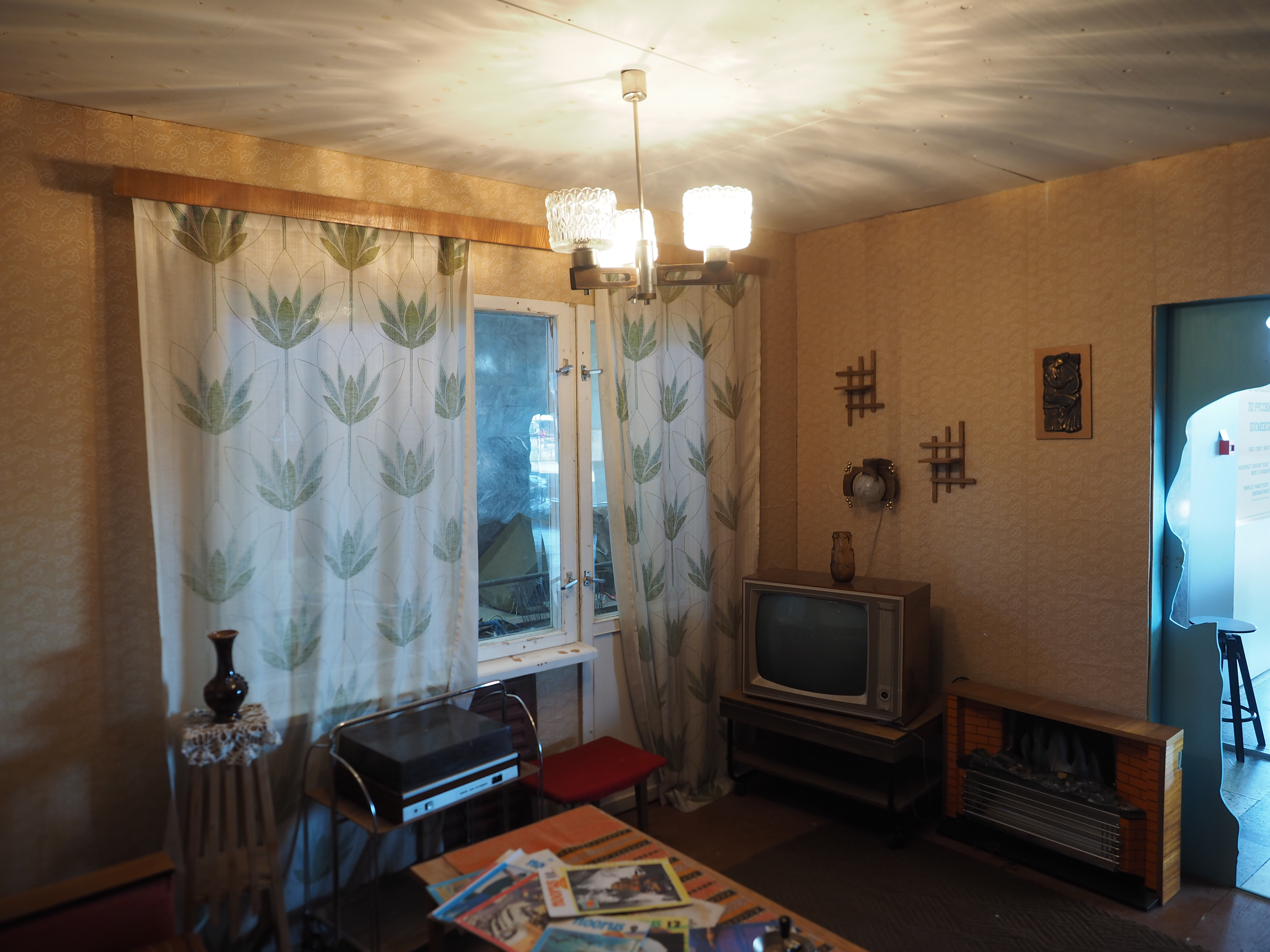
Una reconstrucció d'una sala d'estar típica de l'època soviètica, en un museu al centre de Tallinn.

A finals de la dècada de 1970, la societat estònia es va preocupar cada cop més per l'amenaça de la russificació cultural per a la llengua i la identitat nacional estonia. L'any 1980, Tallin va acollir els esdeveniments de vela dels Jocs Olímpics d'estiu de 1980. El 1981, el rus ja s'ensenyava al segon grau de les escoles primàries en llengua estoniana i en algunes zones urbanes també s'estava introduint en l'ensenyament preescolar estonià.
Les autoritats soviètiques van començar a atraure turistes finlandesos i les divises tan necessàries que podien aportar. L'agència de viatges soviètica Inturist va contractar a la constructora finlandesa Repo per construir l'Hotel Viru al centre de Tallinn. Els estonians van veure equips de construcció, mètodes i moral de treball molt diferents. Va entrar en funcionament un ferri MS Georg Ots millorat entre Tallinn i Hèlsinki. Estònia va guanyar moneda occidental, però d'altra banda els pensaments i els costums occidentals van començar a infiltrar-se a l'Estònia soviètica.

### Perestroika

40è aniversari de la RSS d'Estònia, segell soviètic

Al començament de l'era de Gorbatxov, la preocupació per la supervivència cultural del poble estonià havia arribat a un punt crític. L'ECP es va mantenir estable als primers anys de la perestroika, però va disminuir a finals dels anys vuitanta. Altres moviments polítics, agrupacions i partits es van moure per omplir el buit de poder. El primer i més important va ser el Front Popular Estonià, establert l'abril de 1988 amb la seva pròpia plataforma, lideratge i un ampli electorat. Els Verds i el Partit per la Independència Nacional d'Estònia liderat per dissidents aviat van seguir. L'any 1989, l'espectre polític s'havia ampliat i gairebé cada setmana es van formar i tornar a formar nous partits.

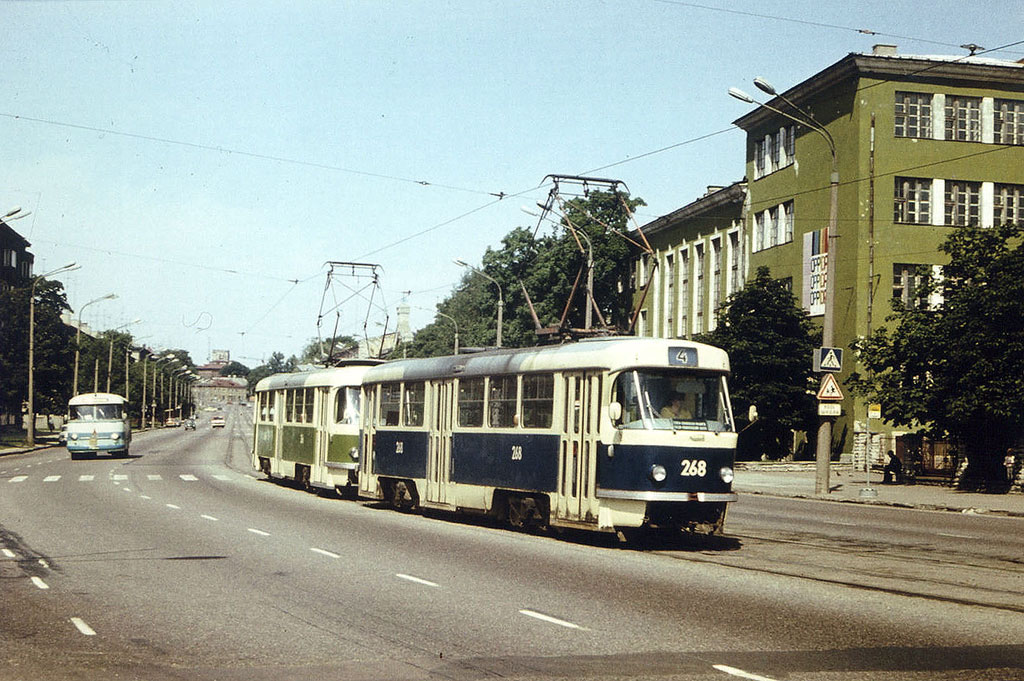
Un tramvia Tatra T4 al carrer Pärnu maantee a Tallinn el 26 de juny de 1983

El Soviet Suprem d'Estònia es va transformar d'una institució impotent de segells de goma en un autèntic organisme legislatiu regional. Aquesta legislatura relativament conservadora va aprovar una primera declaració de sobirania (16 de novembre de 1988); una llei d'independència econòmica (maig de 1989) confirmada pel Soviet Suprem de l'URSS aquell novembre; una llei lingüística que fa de l'estonià la llengua oficial (gener de 1989); i les lleis electorals locals i repúbliques que estipulen els requisits de residència per a la votació i la candidatura (agost, novembre de 1989).
Tot i que la majoria dels nombrosos immigrants de l'època soviètica d'Estònia no donaven suport a la independència total, la comunitat d'immigrants russos, majoritàriament ètnic, estava dividida en termes d'opinions sobre la república sobirana. El març de 1990, un 18% dels parlants de rus va donar suport a la idea d'una Estònia totalment independent, un 7% més que la tardor anterior. A principis de 1990 només una petita minoria d'estonianes s'oposaven a la independència total.

### Recuperació de la independència

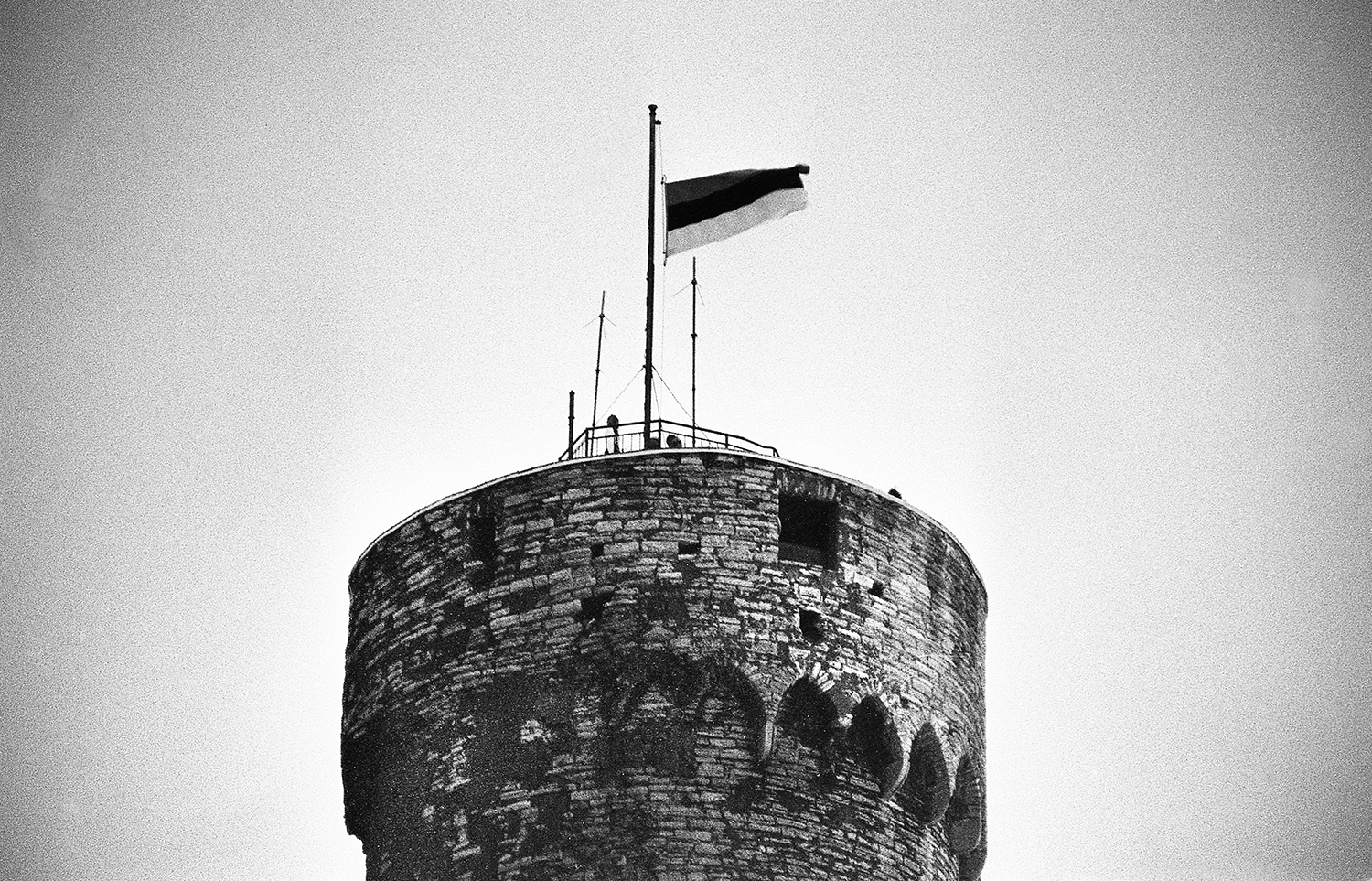
La bandera blau-negre-blanca d'Estònia es va hissar a Pikk Hermann el 24 de febrer de 1989.

El 16 de novembre de 1988, el primer parlament elegit lliurement durant l'època soviètica a Estònia havia aprovat la Declaració de sobirania d'Estònia. El 8 de maig de 1990, el Parlament va restablir la constitució de 1938 i la República Socialista Soviètica d'Estònia va passar a anomenar-se República d'Estònia. El 20 d'agost de 1991, el Parlament estonià va adoptar una resolució que confirmava la seva independència de la Unió Soviètica. El primer a reconèixer Estònia com a país independent va ser Islàndia, el 22 d'agost de 1991. El 6 de setembre de 1991, el Consell d'Estat de l'URSS va reconèixer la independència d'Estònia, seguida immediatament dels reconeixements d'altres països.
El 23 de febrer de 1989, la bandera de la RSS d'Estònia va ser baixada a Pikk Hermann i es va substituir per la bandera blau-negre-blanca d'Estònia el 24 de febrer de 1989. El 1992, Heinrich Mark, el primer ministre de la República d'Estònia a l'exili, va presentar les seves credencials al recentment elegit president d'Estònia Lennart Meri. Les últimes tropes russes es van retirar d'Estònia l'agost de 1994. La Federació Russa va posar fi oficialment a la seva presència militar a Estònia després que va renunciar al control de les instal·lacions del reactor nuclear de Paldiski el setembre de 1995. Estònia es va unir a la Unió Europea i l'OTAN el 2004.

## Geografia

### Canvis territorials

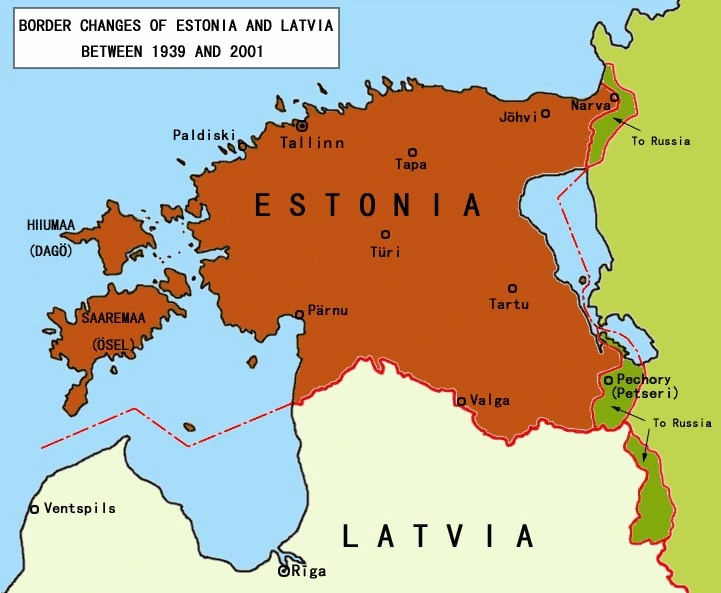
Canvis de fronteres d'Estònia després de la Segona Guerra Mundial

Arran de la Guerra d'Independència d'Estònia, Estònia també va establir el control sobre Ivàngorod, el gener de 1919, un moviment que va ser reconegut per la Rússia Soviètica al Tractat de Tartu de 1920. El gener de 1945, el riu Narva es va definir com la frontera entre la RSS d'Estònia i la RSS de Rússia i, com a resultat, l'administració d'Ivàngorod es va transferir de Narva a l'oblast de Leningrad, que després d'haver crescut en població va rebre l'estatus oficial de ciutat el 1954.
El 1945 el comtat de Petseri va ser annexat i cedit a la RSFS russa on es va convertir en un dels districtes de l'oblast de Pskov. Després del col·lapse de la Unió Soviètica el 1991, Estònia va plantejar la qüestió del retorn a les fronteres en virtut del Tractat de Tartu. Estònia va abandonar aquesta reclamació el novembre de 1995. Estònia i Rússia van signar i ratificar el Tractat de fronteres entre Estonia i Rússia, i va entrar en vigor el 18 de maig de 2005: el preàmbul assenyalava que la frontera internacional havia canviat en part, d'acord amb l'article 122 de la Constitució d'Estònia.
Després de la restauració de la independència d'Estònia el 1991, hi ha hagut algunes disputes sobre la frontera entre Estònia i Rússia a l'àrea de Narva, ja que la nova constitució d'Estònia (adoptada el 1992) reconeix que la frontera del Tractat de Tartu de 1920 és actualment legal. La Federació Russa, però, considera Estònia com la successora de la RSS d'Estònia i reconeix la frontera de 1945 entre dues antigues repúbliques nacionals. Oficialment, Estònia no té cap reclamació territorial a la zona,  que també es reflecteix en el nou tractat fronterer entre Estònia i Rússia, segons el qual Ivàngorod continua sent part de Rússia. Tot i que el tractat va ser signat el 2005 pels ministres d'Afers Exteriors d'Estònia i Rússia, Rússia va recuperar la seva signatura, després que el parlament estonià afegís una referència al Tractat de Pau de Tartu al preàmbul de la llei que ratifica el tractat de fronteres. Els ministres d'Afers Exteriors van signar un nou tractat el 2014.

## Política

### Govern

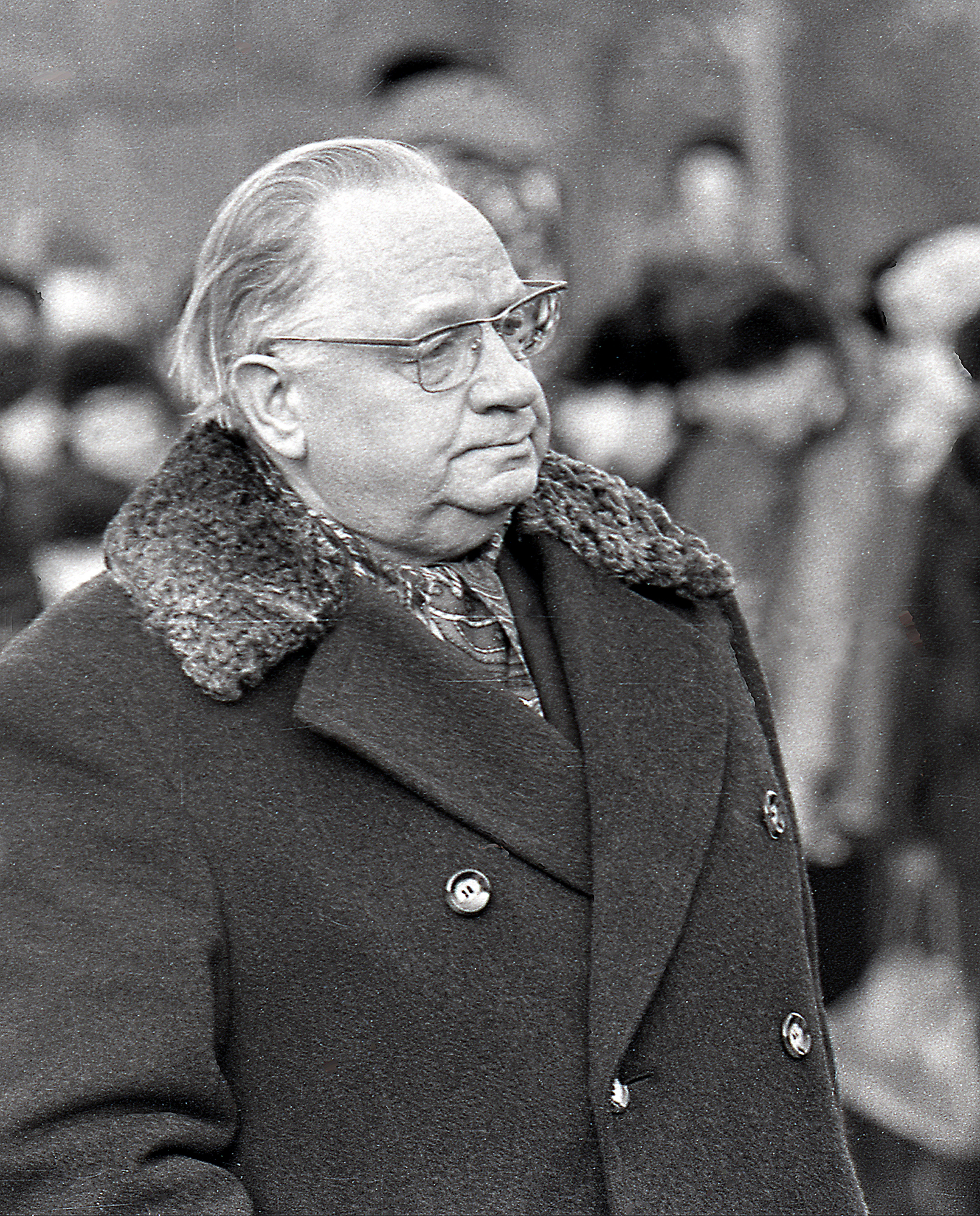
Johannes Käbin, lider del Partit Comunista d'Estònia de 1950 a 1978

El cos legislatiu de la RSS d'Estònia era el Soviet Suprem que representava el màxim òrgan del poder estatal d'acord amb la Constitució.
El Presidium del Soviet Suprem era l'òrgan permanent del Consell Suprem. Constava d'un president del Presidium, dos vicepresidents, un secretari i 9 vocals. Va ser elegit al Presidium del 25 per primera vegada l'agost de 1940 El Presidium de la llei i les decisions adoptades. Entre les sessions del Consell Suprem es va reunir en algunes de les seves funcions: els canvis a la legislació de la RSS d'Estònia, els ministeris soviètics i els comitès estatals i l'abolició del Consell de Ministres de la RSS i el nomenament i destitució de persones del Consell Suprem per a l'aprovació de les lleis pertinents.

### Militars

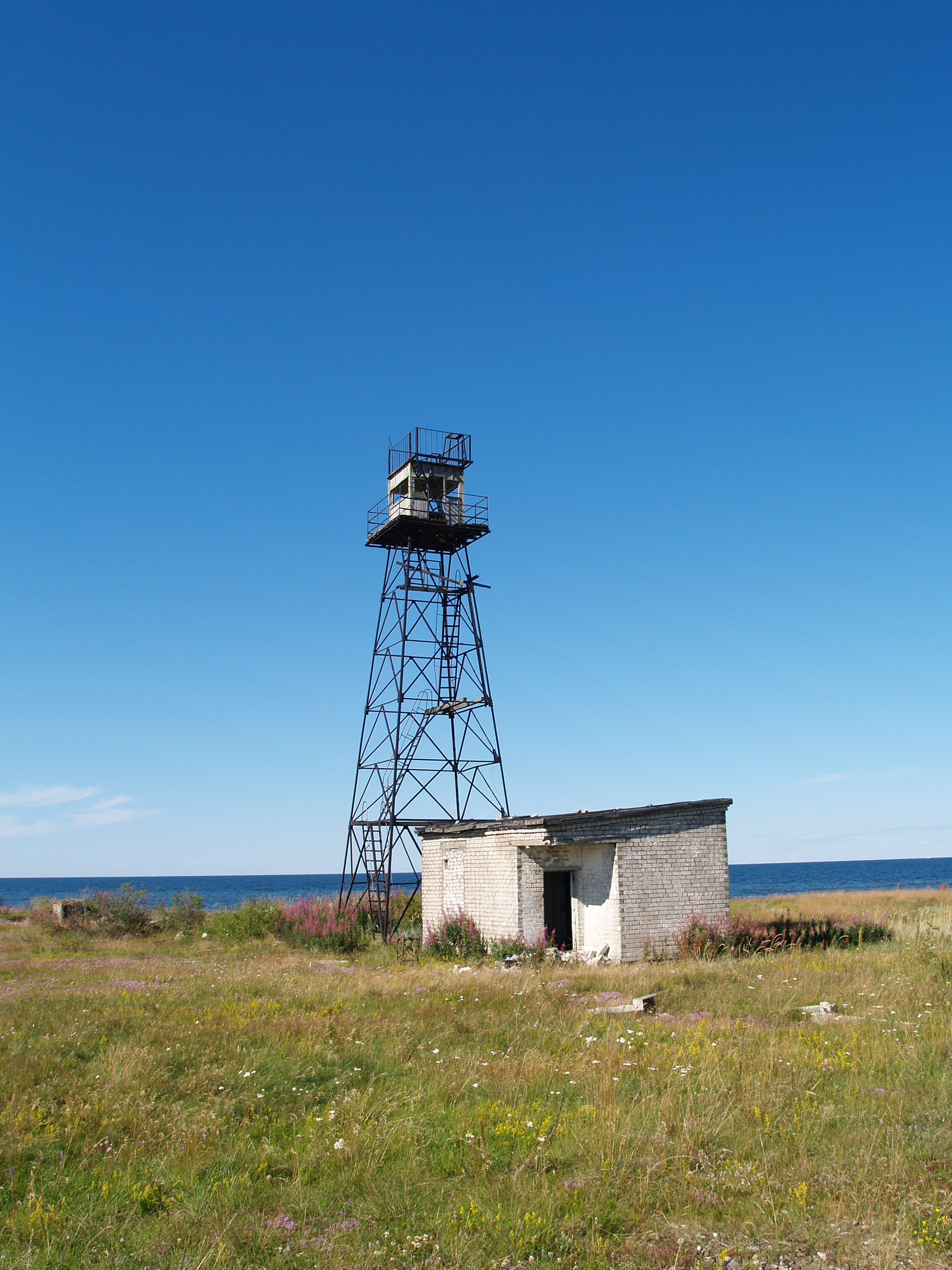
Antic lloc d'observació de la Guàrdia Fronterera soviètica a Estònia.

La República Socialista Soviètica d'Estònia no tenia forces armades pròpies. A causa de la ubicació geogràfica estratègica, Estònia va ser considerada com una zona estratègica per a les Forces Armades Soviètiques. Per tant, el territori va ser fortament militaritzat i es va afegir al Districte Militar Soviètic del Bàltic que incloïa una forta presència de la Defensa Aèria Soviètica, la Marina i també les Forces Estratègiques de Coets . El districte militar del Bàltic incloïa les unitats següents:
- Unitats terrestres:
  - 144a Divisió de Fusellers Motoritzats de la Guàrdia, (Tallin)
  - 182è Regiment de Rifles Motoritzats de la Guàrdia (Klooga)
  - 188è Regiment de Rifles Motoritzats de la Guàrdia (Klooga)
  - 254è Regiment de Rifles Motoritzats de la Guàrdia (Tallinn)
  - 148è Batalló de Reconeixement Independent (Klooga)
  - 295è Batalló d'Enginyers Independents (Klooga)
  - 228è Regiment de Tancs (Keila)
  - 450è Regiment d'Artilleria (Klooga)
- Unitats d'aire:
  - 170è Regiment d'Aviació Naval Shturmovik (Ämari)
  - 321è Regiment d'Aviació Naval Shturmovik (Ämari)
  - 366è Regiment d'Aviació Interceptor (Pärnu)
  - 384è Regiment d'Aeronaus Interceptores
  - (Tallin)
  - 425è Regiment d'Aviació Interceptor ( Haapsalu )
  - 655è Regiment d'Aviació Interceptor (Pärnu)
  - 656è Regiment d'Aviació Interceptor (Tapa)
  - 66è regiment aeri d'atac soviètic (Kunda)
  - 192è Regiment d'Aviació de Transport Militar (Tartu)
  - 196è Regiment d'Aviació de Transport Militar (Tartu)
  - 132è Regiment d'Aviació de Bombers Pesats (Tartu)
  - 2n Exèrcit de Defensa Aèria
- Unitats navals:
  - Flota del Bàltic (Tallinn- Paldiski )

La formació militar va ser impartida per l'Escola Superior de Construcció Militar i Política de Tallinn.

## Economia
En el sistema soviètic, tots els ingressos locals es van destinar inicialment al pressupost federal de Moscou, i uns quants d'ells es van tornar a invertir en les economies locals. Les xifres d'aquestes inversions es van posar a disposició del públic, promovent així una impressió positiva de les contribucions del Centre Federal Soviètic a la perifèria, inclosos els estats bàltics. Les xifres d'inversió soles, però, no representen ingressos reals; més aviat, s'assemblen al costat de la despesa del pressupost nacional. A la RSS d'Estònia el 1947, el sector privat havia desaparegut completament, acompanyat d'una ràpida industrialització que es va produir poc després de la reocupació soviètica. Els planificadors soviètics van expandir la mineria i el processament d'esquistos bituminosos a finals de la dècada de 1940, fent-se càrrec d'aquesta indústria a la secció nord-est d'Estònia. A la dècada de 1970, l'economia soviètica va experimentar un estancament, agreujat pel creixement d'una economia submergida.
La renda nacional per càpita era més alta a Estònia que en altres llocs de l'URSS (44% per sobre de la mitjana soviètica el 1968), tanmateix, els nivells d'ingressos també van superar els de l'URSS a l'Estònia independent. Fonts oficials d'Estònia sostenen que el domini soviètic havia alentit significativament el creixement econòmic d'Estònia, donant lloc a una gran bretxa de riquesa en comparació amb els països veïns (per exemple, Finlàndia i Suècia). Per exemple, l'economia i el nivell de vida d'Estònia eren similars als de Finlàndia abans de la Segona Guerra Mundial. Malgrat les afirmacions soviètiques i russes de millores en els estàndards, fins i tot tres dècades després de la Segona Guerra Mundial, Estònia estava plena d'escassetat d'habitatges i aliments i es va quedar molt per darrere de Finlàndia no només en nivells d'ingressos, sinó també en vida mitjana. Les economies del Bloc de l'Est van experimentar una ineficiència dels sistemes sense competència o preus de compensació del mercat que es van convertir en costosos i insostenibles i van quedar molt endarrerits dels seus homòlegs d'Europa occidental en termes de Producte Interior Brut per càpita. El PIB per càpita d'Estònia el 1990 va ser de 10.733 $ en comparació amb els 26.100 $ de Finlàndia. Fonts estonianes estimen que els danys econòmics directament atribuïbles a la segona ocupació soviètica (de 1945 a 1991) són de l'ordre de centenars de milers de milions de dòlars. De la mateixa manera, els danys a l'ecologia d'Estònia es van estimar en 4  mil milions de dòlars EUA.

### Recursos
El 21 de maig de 1947, el Comitè Central del Partit Comunista de la Unió (bolxevics) va autoritzar la col·lectivització de l'agricultura estònia. Inicialment es va implementar amb grans dificultats a les repúbliques bàltiques, però va ser facilitat per les deportacions massives de grangers dissidents, anomenats 'kulaks'. Com a resultat, a finals d'abril de 1949, la meitat dels agricultors individuals restants a Estònia s'havien unit als kolkhozes. El 99,3% de les granges havien estat col·lectivitzades el 1957.

### Indústria i medi ambient
La potència central soviètica va fer una sèrie d'inversions de capital de gran volum per explotar els recursos del territori estonià d'esquist bituminós, fusta i, més tard, mineral d'urani, com a part del programa de reconstrucció de la postguerra. El primer pla quinquennal, anomenat quart pla quinquennal, prescriu un total de 3,5 mil milions de rubles d'inversions per a empreses a Estònia.
Un dels objectius importants d'aquesta reforma de l'economia d'Estònia era proporcionar suport econòmic a Leningrad. Amb aquesta finalitat, el 40% del total de les inversions de capital del quart Pla quinquennal que es destinarà a Estònia es destinava a inversions en infraestructures de mineria d'esquist bituminós. L'esquist bituminós ric en gas es va lliurar a Leningrad mitjançant un oleoducte construït especialment a partir de 1948; el gas d'aquesta mateixa font no va arribar a Tallinn fins al 1953. El 1961, el 62,5% del gas produït encara es lliurava a Leningrad.
A finals de 1954, 227.000 apartaments a Leningrad rebien gas a partir de la producció de Kohtla-Järve; només al voltant del tres per cent d'aquesta quantitat, o 6.041 apartaments, havien estat subministrats a Tallinn.

## Dades demogràfiques

### Deportacions i repressions soviètiques
Les deportacions massives d'estonians durant l'era soviètica juntament amb la migració a Estònia des d'altres parts de la Unió Soviètica van fer que la proporció d'estonians al país disminuís del 88% el 1934 al 62% el 1989. Mentre que les repúbliques bàltiques tenien el nivell de vida més alt de la Unió Soviètica i altes taxes d'industrialització, els estonians de la RSS d'Estònia (de manera semblant als letons de la RSS de Letònia, però a diferència dels lituans de la RSS de Lituània ) van patir un fort descens de la seva proporció en la població total a gran escala a causa de la gran immigració russa. Mentre que el 1934 els estonians eren el 88% de la població total d'Estònia, el 1959 i el 1970 el seu nombre havia disminuït al 75 i al 68%, respectivament (i al 61,5% el 1989).
Aquest descens del percentatge va ser especialment greu entre les poblacions urbanes i joves. En 11 anys, entre 1959 i 1970, la proporció d'estonians a Tallin va disminuir fins a un 4%, del 60% al 56% de la població total. El creixement de la població al llarg de l'existència de la RSS d'Estònia es va deure principalment a la immigració d'altres regions de la Unió Soviètica. Tot i que el percentatge d'estonians en la població total de la RSS d'Estònia va disminuir a causa de les polítiques migratòries soviètiques, el nombre total d'estonians ètnics va augmentar durant el període soviètic en conjunt. Això es va deure a una taxa de creixement natural positiva d'uns 1 o 2 mil per any. Com a exemple, l'any 1970, el nombre de naixements vius d'estonians era de 14.429 i el nombre de morts va ser de 12.356, la qual cosa suposa un augment natural de 2.073 estonians.

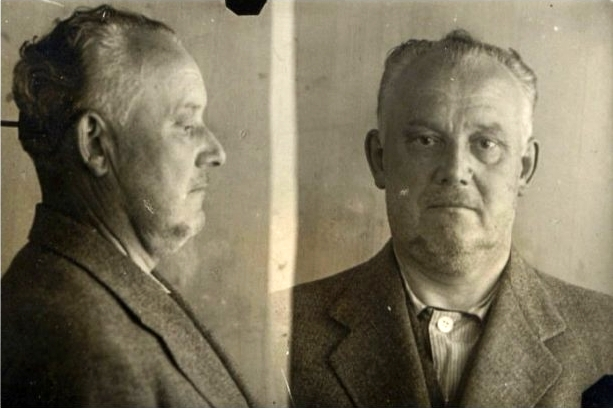
Fotografia soviètica de l'NKVD del general i estadista estonià Johan Laidoner (després de la seva detenció el 1940)

El 1940–1941 i el 1944–1951 durant les deportacions soviètiques d'Estònia, desenes de milers de ciutadans estonians van ser reassentats per la força a Sibèria. Només durant el primer any d'ocupació, 1940–1941, es calcula que es van perdre de manera irrecuperable unes 43.900 vides, sense comptar els refugiats.  L'ocupació nazi de tres anys següent va comportar una pèrdua de 32.740 vides, de nou sense comptar els refugiats. Altres 16.000 morts van ser causades per la repressió soviètica els anys posteriors a 1944. Durant el primer any de l'ocupació soviètica (1940–1941) més de 8.000 persones, incloent la majoria dels principals polítics i oficials militars del país, van ser arrestats. Uns 2.200 dels arrestats van ser executats a Estònia, mentre que la majoria van ser traslladats a camps de presoners a Rússia, d'on molt pocs van poder tornar després. El 19 de juliol de 1940, el comandant en cap de l'exèrcit estonià Johan Laidoner va ser capturat per l'NKVD i deportat juntament amb la seva dona a Penza, RSFSR. Laidoner va morir al camp de presons de Vladimir, Rússia el 13 de març de 1953. El president d'Estònia, Konstantin Päts, va ser arrestat i deportat a Ufa el 30 de juliol. Va morir en un hospital psiquiàtric de Kalinin (actualment Tver) a Rússia el 1956. 800 oficials estonians, aproximadament la meitat del total, van ser executats, arrestats o morts de fam als camps de presoners. S'estima que un total de 59.732 persones van ser deportades d'Estònia durant el període comprès entre juliol de 1940 i juny de 1941. Això incloïa 8 antics caps d'estat i 38 ministres d'Estònia, 3 antics caps d'estat i 15 ministres de Letònia, i el llavors president, 5 primers ministres i 24 ministres més de Lituània.
L'ocupació soviètica d'Estònia el 1940 va delmar l'economia local, ja que Moscou va començar a nacionalitzar les indústries privades i a col·lectivitzar les granges de petites explotacions. La majoria de les empreses més grans i la meitat dels habitatges d'Estònia es van nacionalitzar. Els estalvis van ser destruïts amb un tipus de canvi artificialment baix imposat per la corona estoniana al ruble soviètic.

### Repressions contra els russos
Segons Sergei Isakov, gairebé totes les societats, diaris, organitzacions d'ètnia russa a Estònia van ser tancades i els seus activistes van ser perseguits.
- Sergei Zarkevich, un activista implicat amb organitzacions russes a Estònia. El propietari de la botiga Llibres russos: ordre d'arrest emesa per NKVD el 23 de juny de 1940, executada el 25 de març de 1941.
- Oleg Vasilovski, antic general de l'exèrcit imperial rus. Ordre de detenció emesa per NKVD l'1 de juliol de 1940. Destí desconegut.
- Serguei Klensky, un dels antics líders del Partit Laborista Camperol Rus . Detingut el 22 de juliol. El 19 de novembre de 1940, condemnat a 8 anys en un camp de presoners. Destí desconegut.
- Mikhail Aleksandrov
- Arseni Zhitkov.[107]

Altres russos a Estònia arrestats i executats per diferents tribunals de guerra soviètics entre 1940 i 1941: Ivan Salnikov, Mihhail Arhipo, Vassili Belugin, Vladimir Strekoytov, Vasili Zhilin, Vladimir Utekhin, Sergei Samennikov, Ivan Meitsev, Ivan Yeremeyev, Konstantin Yegor Bushuyev, Ser Nikolai Sauvúyev Konstantin Nosov, Aleksandr Nekrasov, Nikolai Vasilev-Muroman, Aleksei Sinelshikov, Pyotr Molonenkov, Grigory Varlamov, Stepan Pylnikov, Ivan Lishayev, Pavel Belousev, Nikolai Gusev, Leonid Sakharov, Aleksander Chuganov, Fyodor Dobrovidov, Andre Lelev Vladimir, Sokolov Dobevidov, Ivan Semyonov, Valentin Semenov-Vasilev, Vasili Kamelkov, Georgi Lokhov, Aleksei Forlov, Ivan Ivanov, Vasili Karamsin, Aleksandr Krasilnikov, Aleksandr Zhukov, etc.

### Urbanització
Immediatament després de la guerra, es van emprendre grans projectes d'immigració, titllats d'ajuda fraterna sota polítiques de nacionalitat estalinista. Per a la reconstrucció de la postguerra, centenars de milers de russòfons van ser traslladats a Estònia, principalment les ciutats. Durant els anys 1945–1950, el nombre total de població urbana va créixer de 267.000 a 516.000; més del 90% de l'augment són immigrants.

### Societat
L'any 1950, els principals problemes que mereixien la investigació mèdica van ser declarats com la tuberculosi, el traumatisme, les malalties professionals i la disenteria. En comparació amb els anys de la guerra, la taxa de natalitat havia augmentat, la mortalitat (inclosa la mortalitat infantil) va disminuir i la taxa de natalitat va tornar a superar la taxa de mortalitat. Malgrat les immenses necessitats d'investigació, la Facultat de Medicina de la Universitat Estatal de Tartu (ara Universitat de Tartu) va patir importants purgues, que van culminar després del març de 1950. En total, 56 persones de la universitat van ser depurats; a la Facultat de Medicina, 12 professors de 17 van ser destituïts dels seus càrrecs. Van ser substituïts per personal menys qualificat però políticament fiable.

## Esports
Tallin va ser seleccionada com a amfitrió dels esdeveniments de vela dels Jocs Olímpics de 1980 que van provocar controvèrsia ja que els països occidentals no havien reconegut de jure l'ESSR com a part de l'URSS. Durant els preparatius per als Jocs Olímpics, es van construir edificis esportius a Tallin, juntament amb altres infraestructures generals i instal·lacions de difusió. Aquesta onada d'inversió va incloure la Torre de TV de Tallinn, el Pirita Yachting Center, Linnahall, l'hotel Olümpia i el nou edifici de l'oficina principal de correus.

## Polèmiques

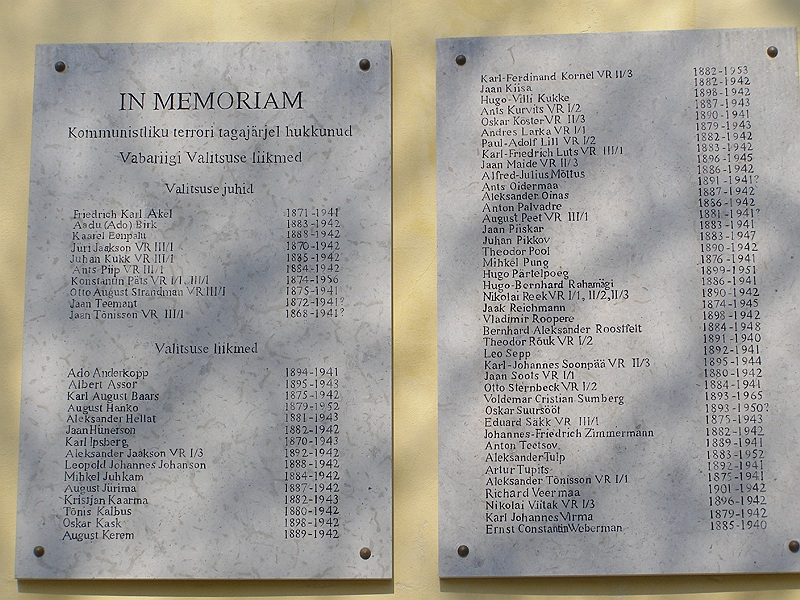
Placa a la casa Stenbock, la seu del govern d'Estònia, commemorant els membres del govern assassinats per les forces soviètiques

Si bé les opinions divergeixen sobre la història d'Estònia, el nucli de la controvèrsia rau en la interpretació variable dels esdeveniments i acords històrics durant i després de la Segona Guerra Mundial. Durant l'època de la glasnost i la reavaluació de la història soviètica a l'URSS, l'URSS va condemnar el protocol secret de 1939 entre l'Alemanya nazi i ella mateixa que havia portat a la invasió i ocupació dels tres països bàltics. El col·lapse de la Unió Soviètica va portar a la restauració de la sobirania de la República d'Estònia.
Segons el Tribunal Europeu de Drets Humans, Govern d'Estònia, Unió Europea, i els Estats Units, Estònia va romandre ocupada per la Unió Soviètica fins a la restauració de la seva independència el 1991 i els 48 anys d'ocupació i annexió soviètica no són legals per la majoria de governs internacionals.
Un article de The Wall Street Journal afirma que la reconsideració russa de l'annexió soviètica dels estats bàltics va provocar la preocupació entre alguns historiadors que el Kremlin està, literalment, intentant reescriure la història d'una manera que corre el risc de generar ultranacionalisme i blanquejar els capítols més foscos del passat de Rússia.
El govern rus sosté que l'annexió soviètica dels estats bàltics era legítima i que la Unió Soviètica va annexionar aquests països a causa de l'amenaça nazi en aquell moment.

## Himne
Jää kestma, Kalevite kange rahvas,
ja seisa kaljuna, me kodumaa!
Ei vaibund kannatustes sinu vahvus,
end läbi sajanditest murdsid sa
ja tõusid õitsvaks sotsialismimaaks,
et päikene su päevadesse paista saaks.
Nüüd huuga, tehas, vili, nurmel vooga,
sirp, lõika, alasile, haamer, löö!
Nõukogu elu, tuksu võimsa hooga,
too õnne rahvale, me tubli töö!
Me Liidu rahvaste ja riike seas
sa, Eesti, sammu esimeste kindlas reas!
Sa kõrgel leninlikku lippu kannad
ja julgelt kommunismi rada käid.
Partei me sammudele suuna annab
ja võidult võitudele viib ta meid.
Ta kindlal juhtimisel kasva sa
ja tugevaks ning kauniks saa, me kodumaa!